# エンタメファクトリー
エンタメファクトリーは、2014年10月5日未明（10月4日深夜）から2015年3月29日未明（3月28日深夜）までテレビ朝日で毎週日曜0:45 - 1:15（土曜深夜、JST）に放送されていた単発特別番組枠である。

## 概要
毎回、原則として2週ごとに新企画のバラエティ番組を放送する単発特別番組枠。
第1回に放送された『見る人が見た!!』は当番組の後番組としてレギュラー化され、当番組最終回において、同番組の直前SPが放送された。

## 放送された番組

### 2014年
| 10月5日 10月12日  | 見る人が見た!!                                 |                                           |
| 10月19日          | こどもワイドショー                             | 30分拡大（0:45 - 1:45）                   |
| 10月26日 11月2日  | 美女も野獣                                     | 1週目は60分繰り下げ（1:45 - 2:15）        |
| 11月23日 11月30日 | 仕返さナイト                                   |                                           |
| 12月7日 12月14日  | 学年ゲーム～TAME～                             |                                           |
| 12月21日 12月28日 | フィッシャーマンズ・ブルース Fisherman's Blues | ドラマ 2週目は15分繰り下げ（1:00 - 1:30） |

### 2015年
| 1月11日 1月18日 | ゲームの規則                  | ドラマ                                   |
| 2月1日 2月8日   | 美女も野獣                    | 第2弾                                    |
| 2月15日 2月22日 | 仕返さナイト                  | 第2弾 1週目は15分繰り下げ（1:00 - 1:30） |
| 3月1日 3月8日   | 決め方TV                      |                                          |
| 3月15日 3月22日 | 芸能界スキマ★スター研究所     |                                          |
| 3月29日         | 見る人が見た!! スタート直前SP |                                          |

### レギュラー化された番組
- 見る人が見た!!（2015年4月から10月までの日曜0:45 - 1:15〈土曜深夜〉枠）
- 決め方TV（単発特番で放送後、2015年10月から2016年3月までの火曜0:15 - 0:45〈月曜深夜〉枠）

### 別枠で単発特番化された番組
- 仕返さナイト（2015年3月27日23:15 - 翌0:15）
- 美女も野獣（2015年4月3日23:15 -翌0:15）